# Rio Novo (vattendrag i Brasilien, Espírito Santo, lat -20,85, long -40,75)
Rio Novo är ett vattendrag i Brasilien.   Det ligger i delstaten Espírito Santo, i den sydöstra delen av landet, 900 km sydost om huvudstaden Brasília.
Omgivningarna runt Rio Novo är huvudsakligen savann.